# Gaio Sulpicio Gallo (console 243 a.C.)
Gaio Sulpicio Gallo  (in latino Caius Sulpicius Gallus; fl. III secolo a.C.) è stato un politico romano.

## Biografia
Fu eletto console nel 243 a.C. con Gaio Fundanio Fundulo, nel pieno della Prima guerra punica.